# ЗИЛ-5301

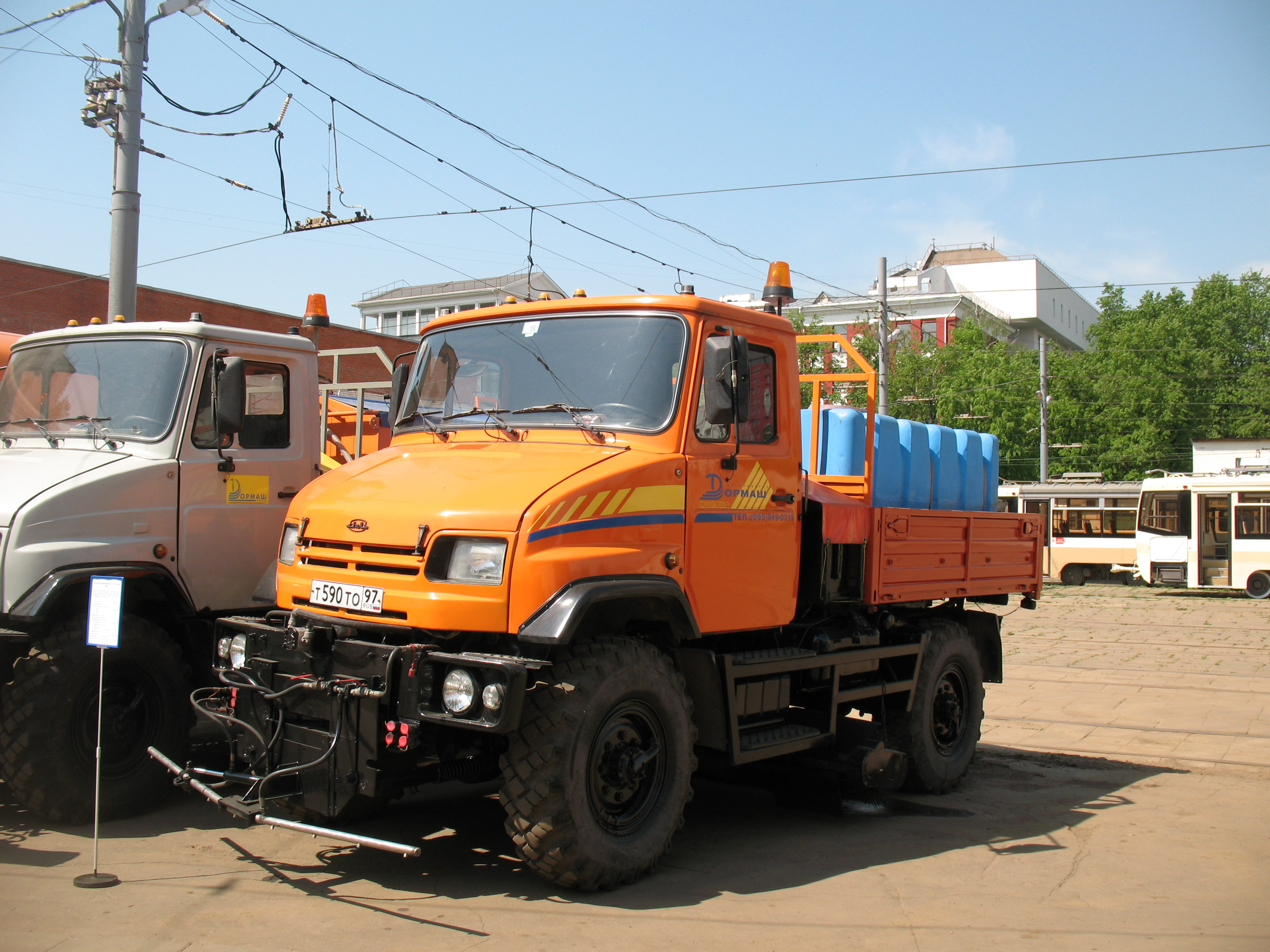
ЗИЛ-4327

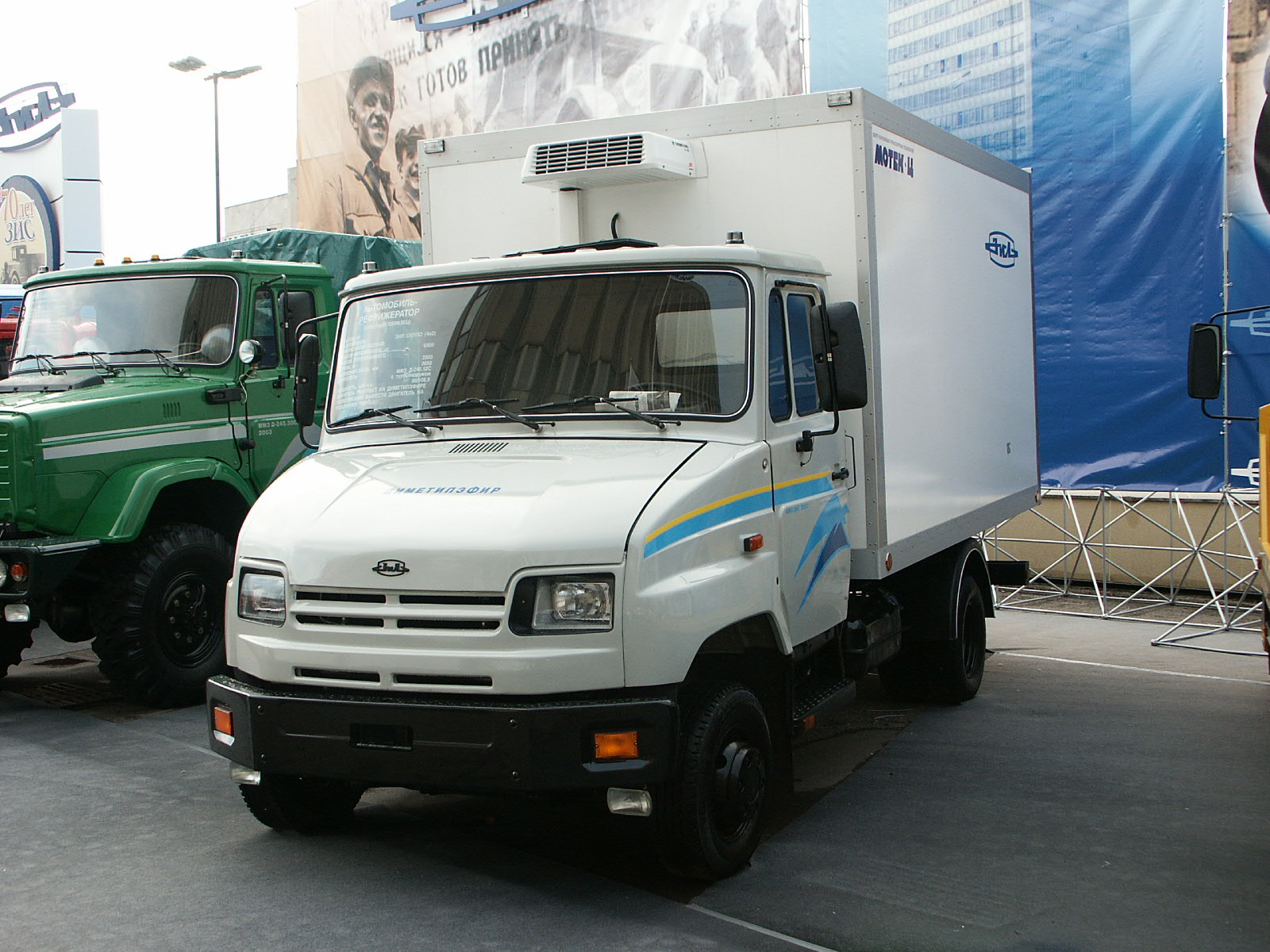
ЗИЛ-5301 используют как рефрижератор

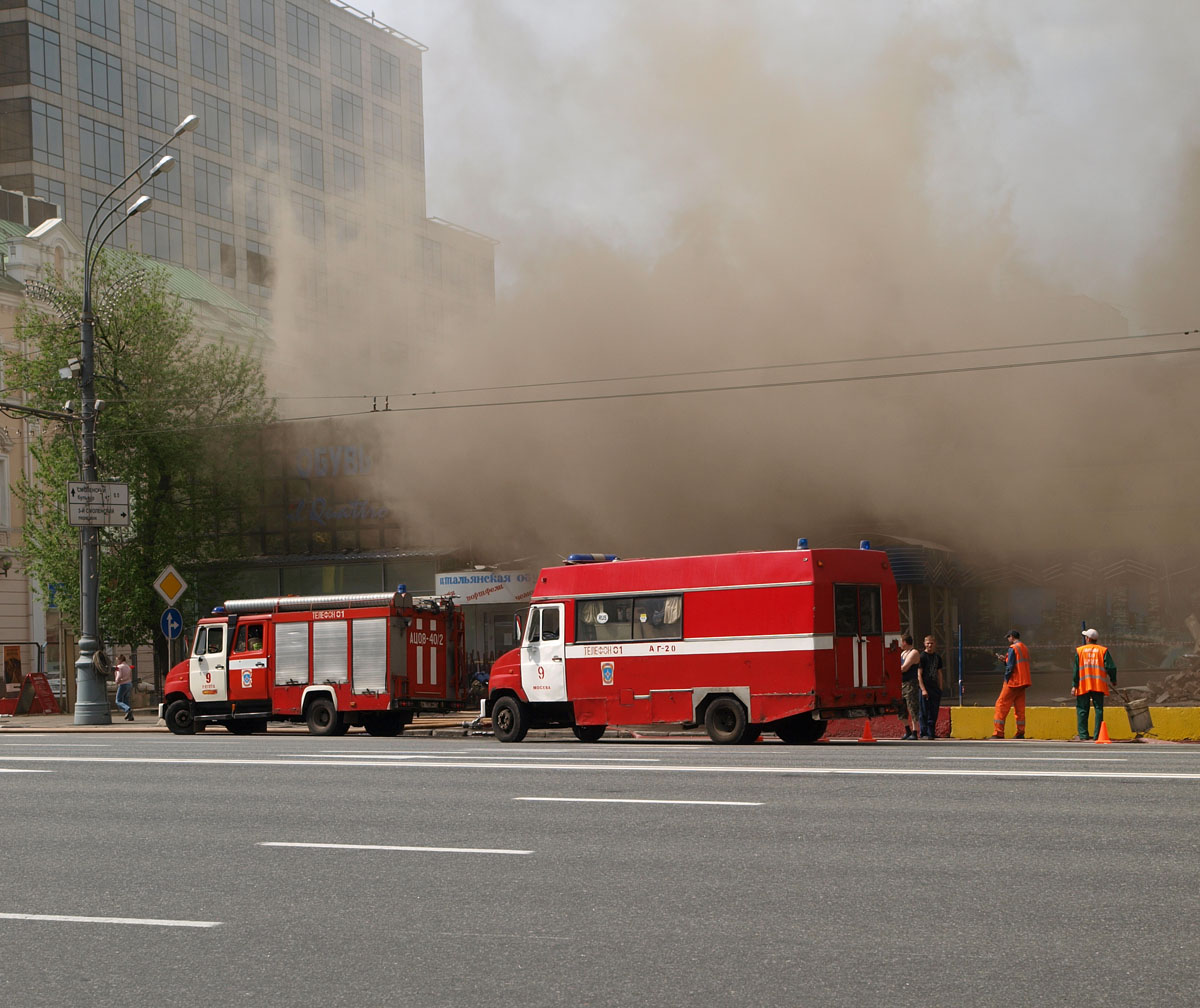
ЗИЛ-5301 используется в качестве пожарной машины.

ЗИЛ-5301 (Он же «ЗиЛ — Бычок») — российский среднетоннажный грузовой автомобиль производства Завода имени Лихачёва. Первые прототипы появились в 1991 году. Серийно выпускался с 1995 по 2014 год.

## История семейства ЗИЛ 5301

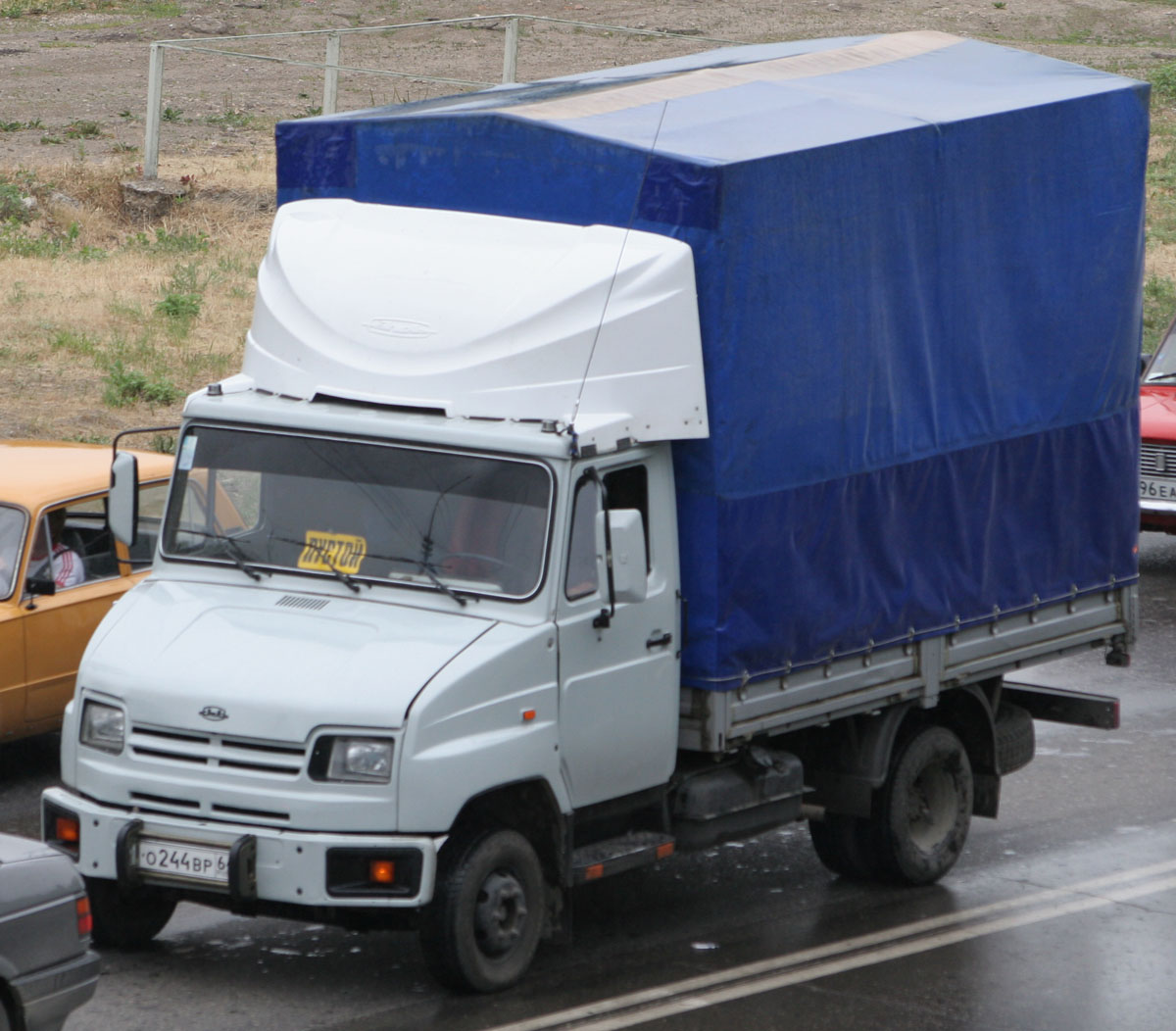
ЗИЛ-5301 в Саратове

### 1990-е
ЗИЛ-5301 — последнее поколение грузовиков ЗИЛ. В результате перехода российской экономики в начале 1990-х годов на рыночные рельсы, основная продукция АМО ЗИЛ — среднетоннажные бензиновые грузовики — попала под обвальное сокращение спроса, поэтому на предприятии в начале 1992 года в срочном порядке был запущен проект создания развозного трёхтонного грузовика с максимальным использованием уже выпускаемых комплектующих от более тяжёлых грузовиков, в частности кабины типа 4331 и коробки передач типа 130. В качестве прототипа по ходовой части был взят Mercedes-Benz T2. Два первых ходовых образца трёхтонного ЗИЛ-5301 были изготовлены в конце 1994 года, а в 1995 году произведена опытно-промышленная партия из 219 машин на «мерседесовском» шасси (кабины с высоким расположением фар). Массовое производство серии ЗИЛ-5301, получившей собственное название «Бычок» (по неподтверждёным данным, по личной инициативе московского мэра Ю. М. Лужкова), развернулось с 1996 года (1348 ед.). В 1996—1997 годах была разработана модульная конструкция панельного цельнометаллического кузова фургона, позволявшая создавать 2-, 3- и 4-хсекционные фургоны объёмом от 10,5 м³ ЗИЛ-5301НС до 20,5 м³ ЗИЛ-5301ЕС (колёсная база 3245—4505 мм). Базовой моделью фургона стал 3-секционный ЗИЛ-5301СС объёмом 15,5 м³.
Низкая погрузочная высота фургонов (765 мм), небольшой радиус разворота и наличие сдвижной боковой двери грузового отсека (под заказ изготовляли также исполнения без боковых дверей) позволили создать на их базе грузопассажирские версии с 6-местной (включая водителя) кабиной и сокращёнными грузовыми отсеками: 5,5 м³ на ЗИЛ-5301А3; 10,5 м³ на ЗИЛ-5301А2 и 15,5 м³ на ЗИЛ-5301А1 со съёмно-разборной перегородкой между кабиной и грузовым отсеком. По заказу «Мосводоканала» в 2004—2005 гг. было изготовлено 15 фургонов ЗИЛ-5301А2.
В 1998 году на базе фургонов было создано семейство малых автобусов ЗИЛ-3250, включающее 15- и 19-местную модификации (база, соответственно, 3650 и 4505 мм). Автобусы получили стабилизаторы обеих подвесок и АБС. В семейство автобусов «Бычок» также входил реанимобиль ЗИЛ-32502М с односкатной ошиновкой и пневмоподвеской заднего моста и штабной автобус ЗИЛ-325ША.

### 2000-е
К 2000 году доля «Бычка» в общем выпуске АМО ЗИЛ достигла 56 %, что составило 12,3 тыс. автомобилей. Таким образом, данное семейство смогло обеспечить заводу необходимую загрузку мощностей. Во второй половине 2000-х, из-за ухудшения финансовых показателей предприятия и усиления конкуренции со стороны отечественных аналогов (ГАЗ-3310 «Валдай») и иностранных (прежде всего корейских и китайских) марок, доля «Бычка» в производстве начала стремительно падать. В середине 2000-х годов планировалось организовать в латвийской Елгаве на AMO Plant сборку усовершенствованных «Бычков» для рынков стран Восточной Европы. Такая машина должна была получить иное оформление передней части кузова, новый интерьер, дизель Cummins, коробку передач ZF, дисковые тормоза, а грузоподъёмность модели предполагалось увеличить до 4,5 тонн. В итоге проект так и не был реализован. В 2008 году на долю «Бычка» в общем (значительно сократившемся) выпуске АМО ЗИЛ пришлось лишь 11,6 % (527 ед.). Производство семейства фургонов и автобусов фактически свелось к единичным заказам. Невысокое качество сборки и отсутствие подходящего дизеля снизили популярность серии «Бычок» даже у федеральных и столичных муниципальных структур, традиционно закупавших продукцию АМО ЗИЛ. С середины 1990-х до 2006 года на базе «Бычка» разрабатывалось усиленное 4,5-тонное семейство ЗИЛ-4362, серийное производство которого, однако, постоянно и в дальнейшем предполагалось уже в составе семейства «Тапир». Впрочем, и запуск в серию модернизированного семейства «Тапир» (4,5-6 т грузоподъёмности), намечавшийся на 2008 год, постоянно переносился, что также не усиливало конкурентных позиций АМО ЗИЛ.
До 2005 года на ЗИЛ-5301 устанавливались дизельные двигатели ММЗ Д-245.12С и ММЗ Д-245.9 (оба Евро-0). В январе 2005 года, всё семейство «Бычков» получило дизельные двигатели ММЗ Д-245.9 Е2 (Евро-2), а с апреля 2008 года — ММЗ Д-245.9 Е3 (Евро-3). Модификации с модернизированными двигателями получили иные заводские индексы (смотри Модификации).

### 2010-е
26 декабря 2011 года на ЗАО «Петровский завод автозапчастей АМО ЗИЛ» (Саратовская область, Петровск) состоялся торжественный запуск линии по сборке автомобилей ЗИЛ-5301 (ЗИЛ «Бычок»). Производство автомобилей ЗИЛ-5301 было перенесено из Москвы с головной площадки АМО ЗИЛ. Однако уже в 2014 году производство автомобиля окончательно завершилось.

## Особенности
Среднетоннажный грузовой автомобиль ЗИЛ-5301 оснащался автомобильной модификацией тракторного 4-цилиндрового дизельного двигателя Д-245 (4750 см³) Минского моторного завода (ММЗ). За полтора десятилетия данный дизель с турбонаддувом прошёл несколько модернизаций, благодаря которым его мощность возросла со 109 до 136 л. с., а экологический класс был поднят с Евро-0 до Евро-3 (предполагался и Евро-4). На автомобиле устанавливали 5-ступенчатую синхронизированную коробку передач типа ЗИЛ-130, гидроусилитель рулевого управления и 3-местную кабину типа 4331. Оперение с укороченным капотом было оригинальным (приз за дизайн в 1995 году). Среди особенностей конструкции: гидропривод сцепления и тормозов (конструкция комбинированная — воздух давит на жидкость), гипоидная главная передача, передние дисковые тормоза, низкопрофильные 406,4 мм колёса с бескамерными шинами, низкорасположенная (погрузочная высота 1050 мм) металлическая грузовая платформа с тентом, небольшой радиус разворота (7 м). Максимальная скорость (согласно техническому паспорту) составляла 95 км/ч.

## Модификации

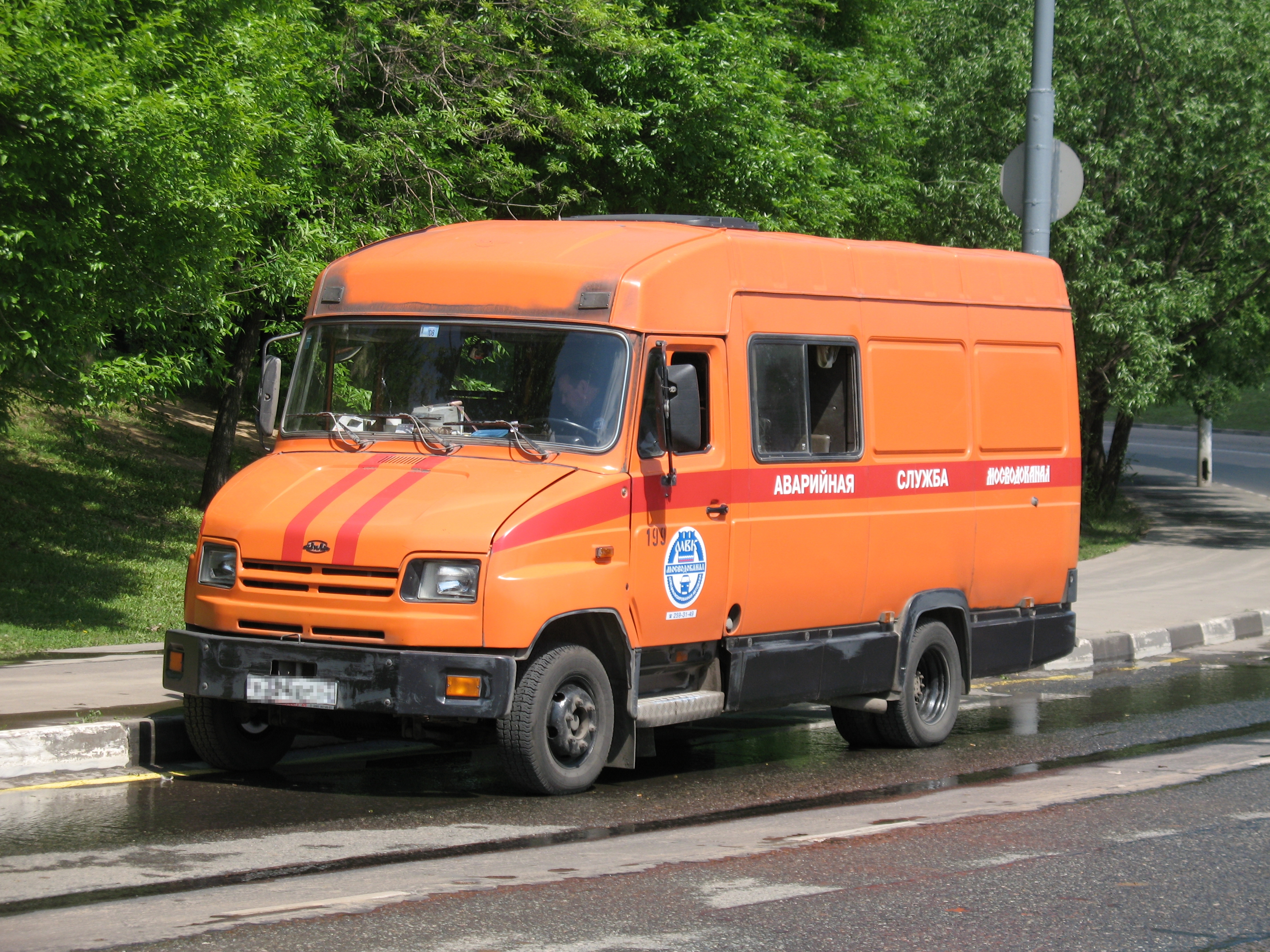
Грузо-пассажирский фургон ЗИЛ-5301А3 в специсполнении для аварийной службы «Мосводоканала»

- ЗИЛ-5301 — первый серийный вариант с агрегатами Mercedes-Benz T2, партия из 219 машин выпущена в 1995 году.
- ЗИЛ-530104 — шасси для пожарных машин с двухрядной кабиной.
- ЗИЛ-530120 — реанимобиль.
- ЗИЛ-5301АО — бортовой, база 3650 мм. Выпускался в 1996—2001 годах.
- ЗИЛ-5301А1 — грузо-пассажирский фургон.
- ЗИЛ-5301А2 — грузо-пассажирский фургон.
- ЗИЛ-5301А3 — грузо-пассажирский фургон.
- ЗИЛ-5301БО — шасси для фургонов, база 3650 мм. Выпускался в 1996—2001 годах.
- ЗИЛ-5301ВА — шасси для фургонов, кабина с двумя спальными местами, база 4250 мм.
- ЗИЛ-5301ВЕ — бортовой с пластиковым оперением и фарами передними от ГАЗели с двигателем ММЗ Д-245.9Е2(Euro2, с апреля 2008 года ММЗ Д-245.9Е3 Euro3)
- ЗИЛ-5301В2 — шасси.
- ЗИЛ-5301В3
- ЗИЛ-5301В4
- ЗИЛ-5301ГА — шасси для специальных кузовов, двухрядная кабина, база 4250 мм.
- ЗИЛ-5301ГО — шасси для фургонов, база 3650 мм.
- ЗИЛ-5301ДО — шасси для фургонов, база 4250 мм.
- ЗИЛ-5301ЕО — шасси для специальных кузовов, база 4250 мм.
- ЗИЛ-5301ЕЕ — бортовой.
- ЗИЛ-5301ЕС — цельнометаллический фургон, база 4505 мм
- ЗИЛ-5301Е2 — шасси.
- ЗИЛ-5301Е3 — шасси.
- ЗИЛ-5301Е4
- ЗИЛ-5301ИО — шасси для фургонов, база 4250 мм.
- ЗИЛ-5301КЕ — бортовой, база 4250 мм, мощность двигателя 130 л. с.
- ЗИЛ-5301К2 — шасси.
- ЗИЛ-5301К4
- ЗИЛ-5301МЕ — бортовой.
- ЗИЛ-5301М2 — шасси.
- ЗИЛ-5301НС — цельнометаллический фургон, база 3245 мм.
- ЗИЛ-5301ПО — шасси для фургонов, база 3650 мм.
- ЗИЛ-5301РО — шасси для фургонов, база 4250 мм.
- ЗИЛ-5301Р1 — цельнометаллический фургон, база 3650 мм, мощность двигателя 130 л. с.
- ЗИЛ-5301СС — цельнометаллический фургон, база 3650 мм, мощность двигателя 108 л. с.
- ЗИЛ-5301ТО — бортовой с двухрядной кабиной, база 4250 мм.
- ЗИЛ-5301ФА
- ЗИЛ-5301ЧА — эвакуатор.
- ЗИЛ-5301ЮО — шасси для фургонов, кабина с двумя спальными местами, база 4250 мм.
- ЗИЛ-5301ЯО — бортовой, кабина с двумя спальными местами, база 4250 мм[3].
- ЗИЛ-3250 и КАвЗ-3244 — семейство малых автобусов

## Галерея

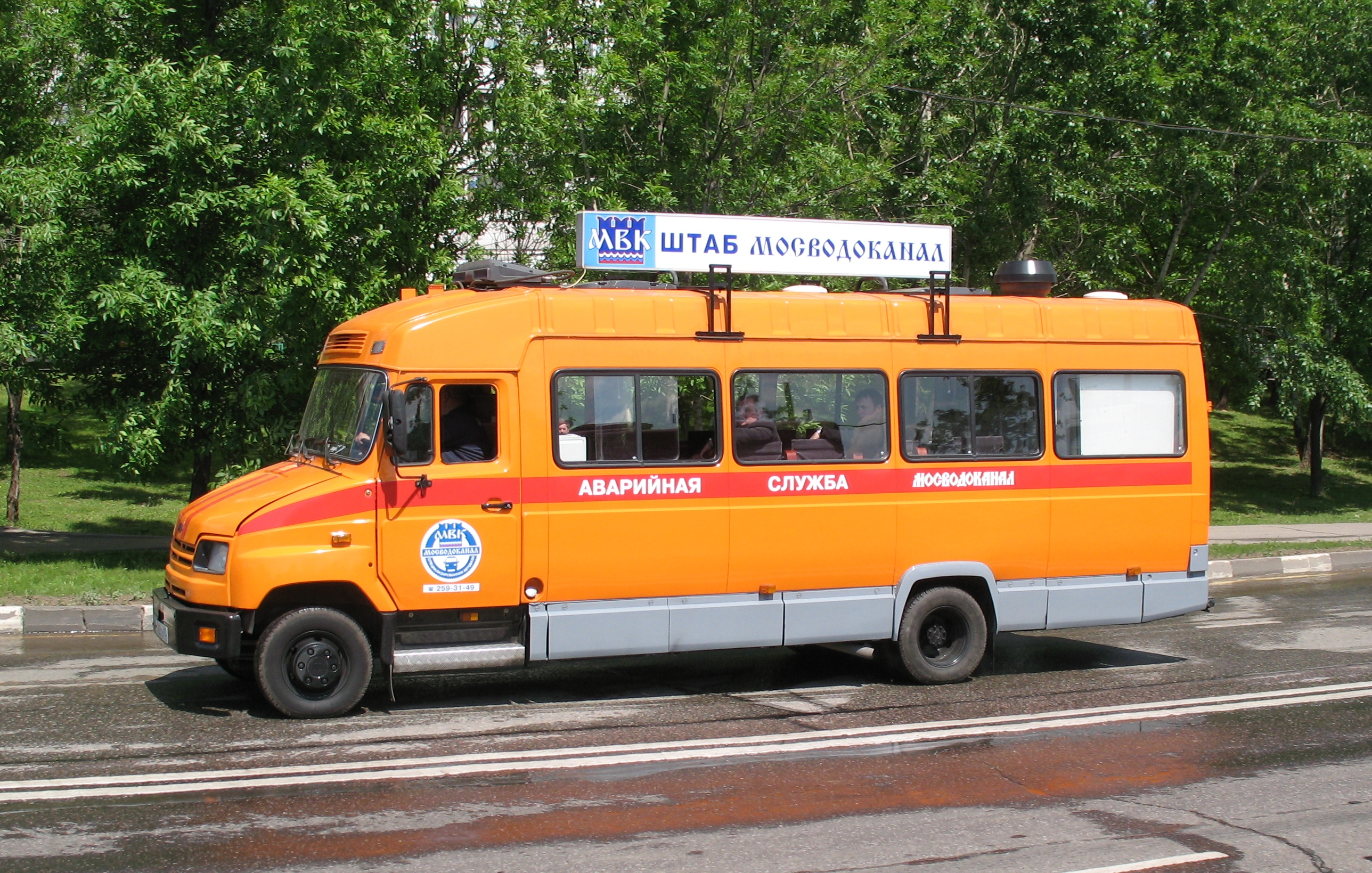
Штабной автобус «Мосводоканала» на базе ЗИЛ-3250АО
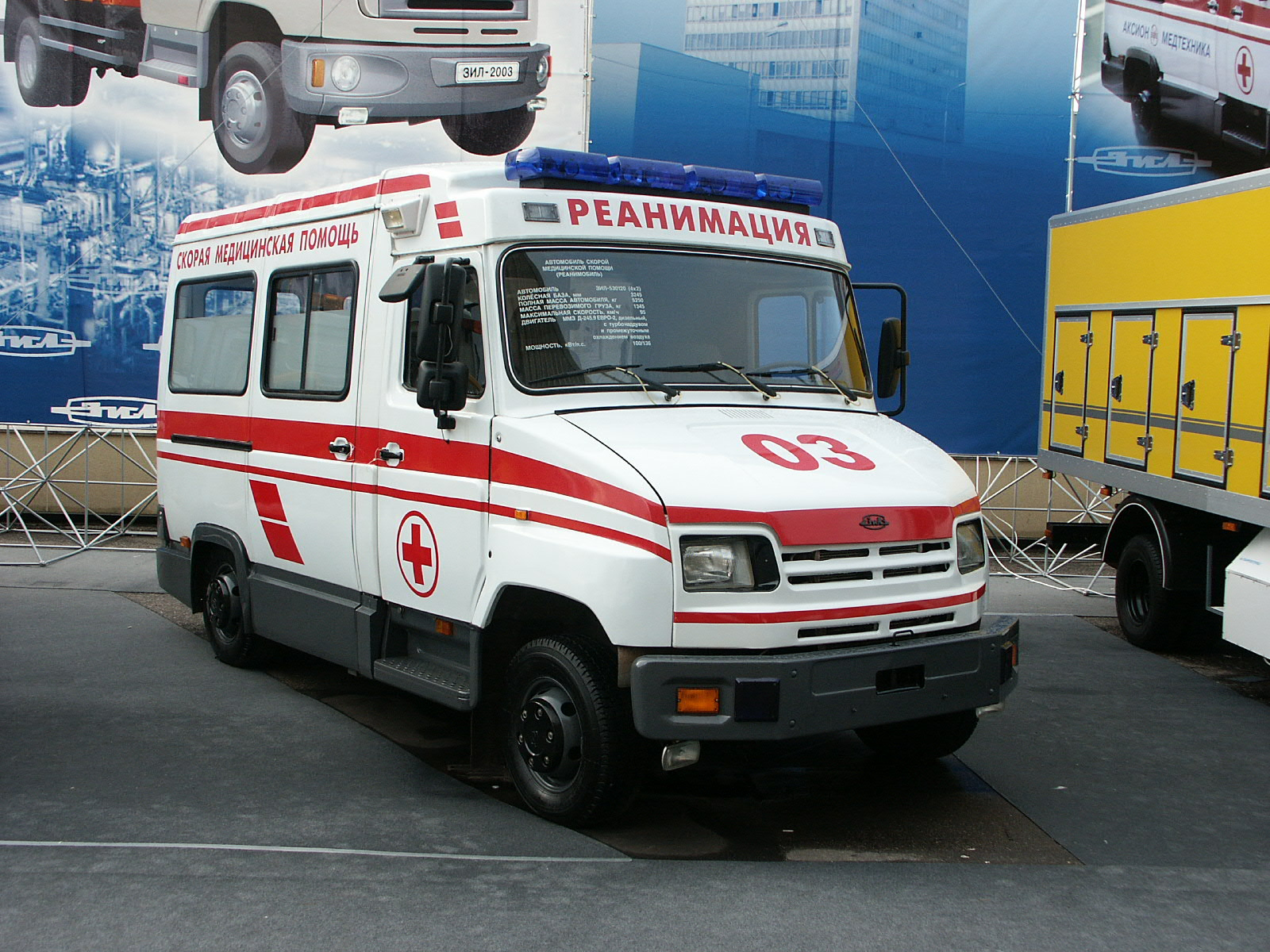
Реанимобиль ЗИЛ-530120 (32502М)
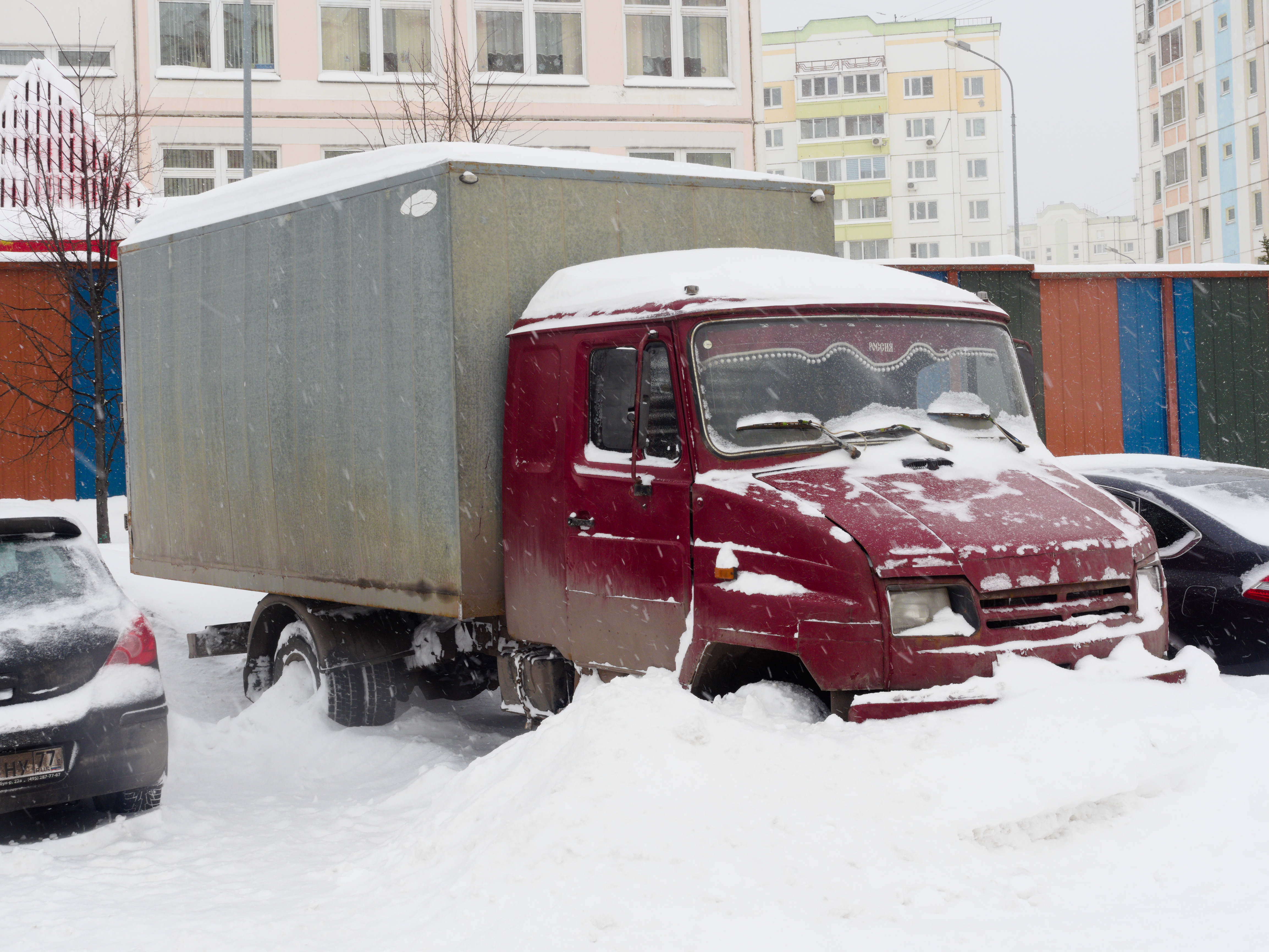
ЗИЛ-5301 со спальником
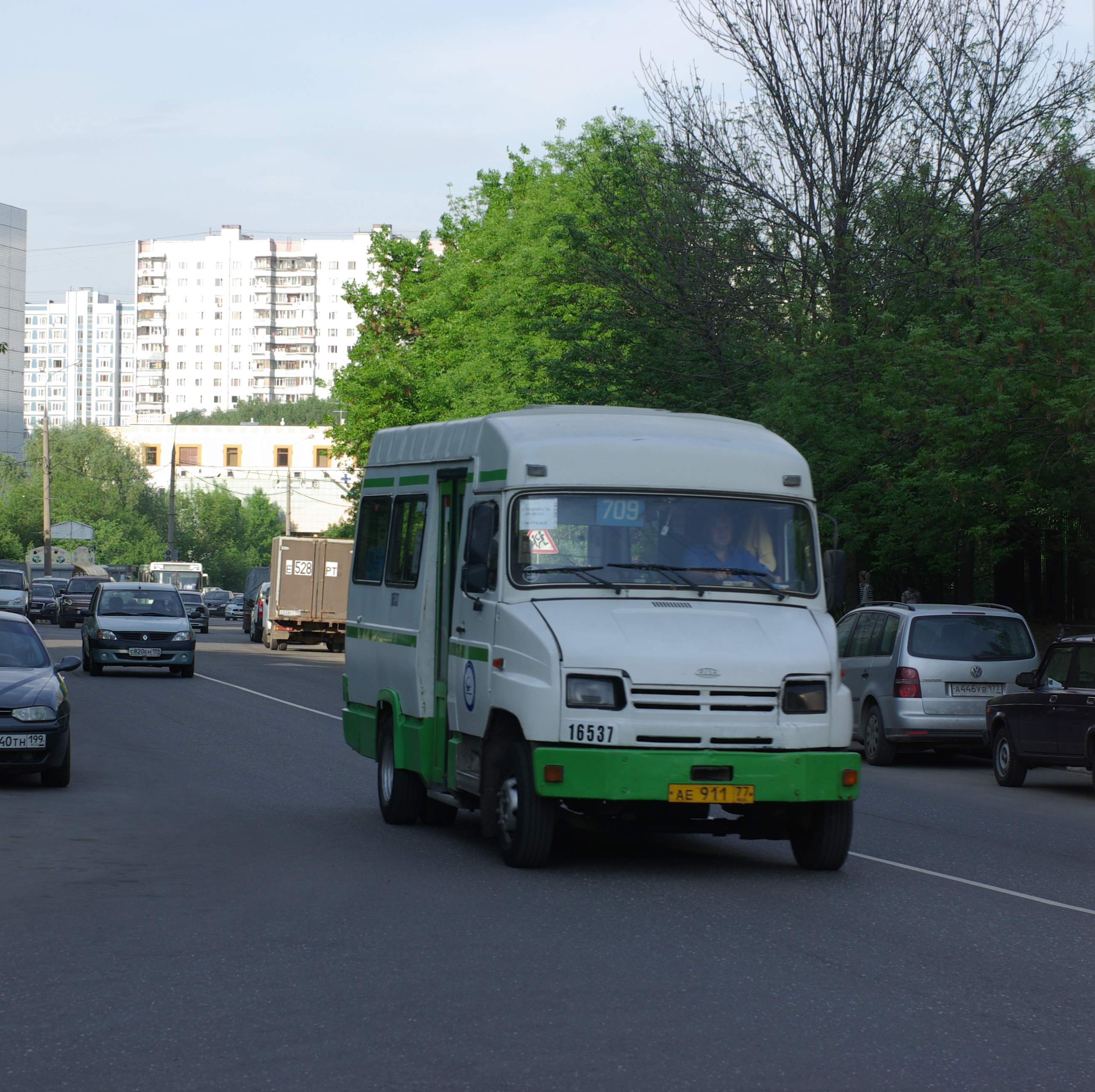
ЗИЛ-325010